# Крисп
Флавий Юлий Крисп, также известный как Флавий Валерий Крисп или Флавий Клавдий Крисп (лат. Flavius Iulius Crispus; около 305, Никомедия, — 326), римский император с титулом цезаря в 317—326 годах, старший сын Константина Великого.

## Биография
Крисп родился примерно между 299 и 305 годом на востоке Римской империи. Его матерью была Минервина, первая жена Константина. 1 марта 317 года (16 или 18 лет) был возведён отцом в сан цезаря со своим младшим братом Константином согласно мирному договору с Лицинием, который также назначил цезарем своего сына. Константин, по-видимому, верил в способности своего сына и назначил его правителем Галлии, где Крисп удачно воевал с франками на Рейне. В январе 322 года Крисп женился на молодой девушке по имени Елена; она родила ему сына в октябре того же года. Не сохранилось никаких сведений о судьбе этого мальчика.
Солдаты любили Криспа из-за его стратегических способностей и победы, которую он одержал над германцами. Крисп провёл последующие годы, помогая своему отцу во вновь разразившейся войне с Лицинием. В 324 году Константин назначил Криспа в качестве командира своего флота, который покинул порт Пирей, чтобы противостоять эскадре Лициния. Оба флота встретились на Босфоре; 200 судам под командованием Криспа удалось одержать победу над неприятельским флотом, который насчитывал примерно 400 судов. Крисп воевал с Лицинием и на суше, одерживая победы. Также он был наиболее вероятным претендентом на престол, так как три его брата были ещё очень молоды. В 318 и в 321 годах был назначен консулом. В 326 году убит по приказу отца вследствие клеветы, исходившей, вероятно, от второй жены императора — Фаусты. Крисп был предан проклятию памяти.